# 榄色紫金牛
榄色紫金牛（学名：Ardisia olivacea），为报春花科紫金牛属下的一个植物种。
种加词 olivacea 意为“橄榄绿的”。